# Java-апплет
Java-апплет — прикладная программа, чаще всего написанная на языке программирования Java в форме байт-кода. Java-апплеты выполняются в веб-обозревателе с использованием виртуальной Java машины (JVM), или в Sun's AppletViewer, автономном средстве для испытания апплетов. Java-апплеты были внедрены в первой версии языка Java в 1995 году. Java-апплеты обычно пишутся на языке программирования Java, но могут быть написаны и на других языках, которые компилируются в байт‐код Java, таких, как Jython.
Апплеты устарели и их поддержка исключена из Java, начиная с версии 11.
Апплеты используются для предоставления интерактивных возможностей веб-приложений, которые не могут быть предоставлены HTML. Так как байт-код Java платформо-независим, то Java-апплеты могут выполняться с помощью плагинов браузерами многих платформ, включая Microsoft Windows, UNIX, Apple Mac OS и GNU/Linux. Такие программы с открытым исходным кодом, как applet2app, могут быть использованы для преобразования апплета в самостоятельные программы на Java или исполняемые файлы Linux и Windows.
Java Servlet иногда неофициально сравнивают с серверным апплетом, но он отличается своим языком, функциями и каждой из описанных здесь характеристик апплетов.

## Техническая информация
Java-апплеты в большинстве браузеров выполняются в «песочнице», предотвращая их доступ к локальным данным. Код апплета загружается с веб-сервера, и браузер либо вставляет апплет в веб-страницу, либо открывает новое окно с собственным пользовательским интерфейсом апплета. Апплет может быть отображен на веб-странице путём использования устаревшего HTML элемента applet, или рекомендуемого элемента object. Этим определяется месторасположение и источник апплета.
Главный класс апплета расширяет класс java.applet.Applet или, если создаётся Swing апплет, javax.swing.JApplet. Класс должен переопределить методы создания пользовательского интерфейса внутри себя. (Applet является потомком Panel, который, в свою очередь, является потомком Container).

## Преимущества апплетов
Преимущества использования Java-апплетов
- кроссплатформенность
- апплет может работать на «всех» установленных к этому времени версиях Java, а не только с последней версией; однако, если апплет требует последнюю версию JRE, то клиент будет вынужден ждать более длительной загрузки;
- апплет поддерживается большинством браузеров;
- он кэшируется в большинстве браузеров, а потому будет быстро загружаться при возвращении на веб-страницу; но апплет может сохраняться в кэше и создавать проблемы после выхода новых версий;
- он может иметь полный доступ к машине, на которой выполняется, если пользователь согласен на это;
- апплет может улучшить использование: после первого запуска апплета, когда JVM уже выполняется и быстро запускается, преимущественно у постоянных пользователей Java, однако JVM придется перезапускать каждый раз, когда запускается новый браузер.
- он может запуститься с сопоставимой (но обычно медленнее) скоростью на других компилируемых языках, таких как C++, но во много раз быстрее, чем JavaScript
- он может перенести работу с сервера к клиенту, делая Интернет-решение с, большим числом пользователей / клиентов.

## Недостатки апплетов
Java-апплет обладает следующими недостатками:
- он требует установки Java-расширения (plug-in), которое не во всех браузерах доступно по умолчанию;
- он не может запуститься до тех пор, пока не запустится виртуальная Java-машина, и это может занять значительное время при первом запуске;
- создание и дизайн хорошего пользовательского интерфейса с использованием апплетов считается более сложной задачей, чем с помощью технологии, основанной на HTML;
- некоторые организации допускают только программное обеспечение, установленное администраторами. В результате многие пользователи не могут видеть апплеты по умолчанию.
- апплеты могут потребовать использования определенного JRE.

1.Однако, доступны свободно распространяемые реализации, такие как GCJ-plugin, Blackdown Java-plugin.

## Вопросы совместимости
Компания Sun предприняла значительные усилия для обеспечения совместимости между Java-версиями по мере их появления. Например, Microsoft Internet Explorer, самый популярный браузер с конца 1990-х, имел обыкновение загружать собственную JVM для Microsoft по умолчанию. MS JVM имеет ряд дополнительных функций, не входящих в Java, которые, будучи использованы, будут препятствовать выполнению MS JVM-апплетам в среде Sun’s Java (но не наоборот). Sun предъявила Microsoft иск за нарушение прав на товарный знак, так как суть Java заключается в том, что не должно быть никакого собственного расширения и что код должен работать везде.
Развитие MS JVM было заморожено до правового урегулирования, оставив многих пользователей с чрезвычайно устаревшими виртуальными Java-машинами. Позже, в октябре 2001 года, MS остановил включение Java в Windows, и в течение ряда лет было оставлено на усмотрение производителей компьютеров устанавливать Java или нет, независимо от операционной системы. Большинство новых машин сейчас поставляется с официальной Sun Java.
Некоторые браузеры (в частности, Netscape) не очень хорошо обеспечивают 100%-ую совместимость, что затрудняет выполнение апплета большинством браузеров (JavaScript может с трудом использоваться для этой цели). Поскольку апплет создает своё собственное главное окно, это не является хорошим решением, так как это оставляет окно браузера в значительной степени бесполезным и приводит к тому, что увеличивается шанс непреднамеренного закрытия апплета пользователем путём закрытия исходного окна браузера.

## Альтернативы
Существуют альтернативные технологии (например, DHTML, AJAX), которые реализуют некоторые возможности апплетов.
Ещё одной альтернативой апплетов для клиента Java является Java Web Start, который запускается вне браузера. В дополнение к функциям, доступным в апплете, простой доступ к полям предоставляет программам Java Web Start доступ по чтению и-или записи определенных файлов, хранящихся у клиента, а также к буферу обмена клиента.